# Tiszapüspöki
Tiszapüspöki is een plaats (község) en gemeente in het Hongaarse comitaat Jász-Nagykun-Szolnok. Tiszapüspöki telt 2130 inwoners (2002).